# 293 (číslo)
Dvě stě devadesát tři je přirozené číslo, které následuje po čísle dvě stě devadesát dva a předchází číslu dvě stě devadesát čtyři. Římskými číslicemi se zapisuje CCXCIII a řeckými číslicemi σϟγ.

## Matematika
293 je:
- Prvočíslo Sophie Germainové
- Šťastné číslo
- Nepříznivé číslo

## Astronomie
- (293) Brasilia je planetka hlavního pásu, kterou objevil v roce 1890 Auguste Charlois

## Doprava
- Silnice II/293 je česká silnice II. třídy vedoucí na trase Horka u Staré Paky – Studenec – Jilemnice – II/286[1][2]

## Roky
- 293
- 293 př. n. l.